# Bundesverband zivile Legalwaffen
Das Bundesverband zivile Legalwaffen ist ein deutscher Verein, der die Interessen von Waffenbesitzern und -herstellern vertritt. Vor dem 28. Mai 2024 war der Verein unter dem Namen Forum Waffenrecht aktiv.

## Lobbyarbeit
Der Verein strebt an, da Deutsche Waffengesetz im Sinne seiner Mitglieder politisch zu vertreten. So wurde er etwa im Zusammenhang mit der Novellierung des Waffenrechts 2004 zu Anhörungen ins Bundesinnenministerium geladen.
Hierzu ist der Verein seit Februar 2022 im Lobbyregister des Deutschen Bundestages eingetragen.
International ist der Verein mit BDMP, NRA, SAAMI u. a. Gründungsmitglied des World Forum on the Future of Sport Shooting Activities (WFSA), das zu allen UN-Kleinwaffenkonferenzen als NGO mit Beraterstatus eingeladen wird.

## Vorstand
- Verband der Hersteller von Jagd-, Sportwaffen und -munition (JSM)
- Bundesverband Schießstätten e. V. (BVS)
- Bund Deutscher Sportschützen e. V. (BDS)
- Bund der Militär- und Polizeischützen e. V. (BDMP)
- Deutscher Jagdschutz-Verband e. V. (DJV)
- Bund der historischen deutschen Schützenbruderschaften e. V. (BHDS)
- Förderkreis des BZL

## Mitglieder und Zusammenarbeit
- TIRO – Verband für Jagdparcoursschießen
- Deutsche Versuchs- und Prüfanstalt für Jagd- und Sportwaffen (DEVA)
- Deutsche Schießsport Union (DSU)
- Industrieverband Schneid- und  Haushaltwaren e. V. (IVSH)
- Bundesinnungsverband für das Büchsenmacher-Handwerk
- Verband für Waffentechnik und -geschichte e. V. (VdW)
- Deutsche Forschungsgesellschaft für Munition e. V.
- Deutscher Schützenbund e. V. (DSB)
- Sowie zahlreiche Unternehmen, darunter auch der Verlag Deutsches Waffen-Journal, weitere Verbände und örtliche und regionale Gruppierungen aus allen Bereichen der Jagd, des Schießsports, des Sammelns von Waffen, Munition und Messern.

### Ehemalige Vorstandsmitglieder
Am 16. Januar 2024 wurde der Verband Deutscher Büchsenmacher und Waffenfachhändler e. V. (VDB), welcher Gründungsmitglied war, aus dem Vorstand ausgeschlossen. (Vgl. Abschnitt „Kritik“.)

## Kritik
Im Jahr 2007 wurde eine geschäftliche Verbindung zweier Führungsmitglieder zu einem Anbieter von Waffenblockiersystemen bekannt. Im Hinblick auf die im Jahr 2002 durch den Gesetzgeber beschlossene Einführung von Blockiersystemen für vererbte Waffen führte dieser Interessenskonflikt zu Austritten von Fördermitgliedern.
Im Jahr 2023 startete der Verband Deutscher Büchsenmacher und Waffenfachhändler (VDB) eine Aktion zur Neuschreibung des Waffengesetzes. Im Laufe dieser Aktion „Next Guneration – Operation Reset“ erntete das Forum Waffenrecht in sozialen Medien Kritik dafür, dass es, sowie die angeschlossenen Verbände ebenfalls, den VDB nicht unterstützt habe, auch weil es durch die im Waffenrecht für den Legalwaffenbesitz im Rahmen des Bedürfnisprinzips vorgesehene Zwangsmitgliedschaft in Verbänden und den vorgeschriebenen regelmäßigen Schießübungen profitiere. Im Mai 2024 starteten Kritiker bei openPetition eine Initiative zur Auflösung des FWR, da ihm Untätigkeit vorgeworfen wird. Diese fand bislang über 6.000 Unterstützer. (Stand Juni 2024)
Das Forum Waffenrecht kündigte im Rahmen einer Delegiertenversammlung am 16. Januar 2024 in Kassel Reformbestrebungen an. Am 22. März 2024 wurde ein Rebranding mit dem neuen Namen „Bundesverband zivile Legalwaffen“ bekannt gegeben. und zum 28. Mai 2024 umgesetzt.
Als es Im Mai 2025 vom Bundesland Hessen einen Vorschlag gab, verbotene Nachtzielgeräte, Laservisiere und Waffenlampen, für Jagdscheininhaber freizugeben, wurde dies vom BZL öffentlich kritisiert. Grund dafür waren Bedenken, dass Laservisiere zu unbedachten Schüssen auf Wild führen können, bei denen die Waffe nicht ausreichen sicher in Anschlag genommen wird. Das BZL will, nach eigenen Angaben, die Interessen aller Menschen vertreten die legal Waffen besitzen. Die Kritik an dem Vorschlag zur Liberalisierung des Waffenrechts löste unter Waffenbesitzern Empörung aus, da man sich hierbei vom BZL nicht vertreten fühlte. Wenige Tage später revidierte das BZL seine öffentliche Stellungnahme und erklärte, dass man die Lage falsch eingeschätzt habe und durch den Austausch mit Experten doch zu der Meinung gekommen sei, dass Laservisiere in manchen jagdlichen Situationen Sinn machen können. Ein Kritiker äußerte die Vermutung, dass das BZL nicht die Interessen von allen Besitzern legaler Schusswaffen vertreten würde, sondern lediglich ein Sprachrohr des Deutschen Jagdverbandes wäre.
Eine Stellungnahme des BZL vom 9. Juni 2025, zur geplanten Erlaubnispflicht für Druckluftwaffen, die zum Verschießen von gefährlichen Geschossen vorgesehen sind, lässt vermuten, dass der BZL nur sehr bedingt an einem liberalen Waffenrecht Interesse hat. Der BZL begrüßt die geplante Verschärfung (siehe Seite 6 Nr. 6 des Schreibens). Dies erscheint insbesondere daher kurios, da viele andere frei verkäufliche Waffen, wie z. B. Armbrüste oder die HDS68 CO2 Waffe von Umarex, dieselbe Gefährlichkeit aufweisen. Ein möglicher Erklärungsansatz für diese Stellungnahme des BZL wäre, dass diese Verschärfung sich ausschließlich gegen den geplanten Verkauf des Gogun "SixNeedler" CO2 Revolver richtet, der zum Verschießen von Nadelgeschossen vorgesehen ist. Die Firma Gogun ist weder Mitglied beim Verband der Hersteller von Jagd- und Sportwaffen und Munition (JSM), noch beim BZL. Im Segment der frei verkäuflichen Freizeitwaffen stehen die Produkte von Gogun und z. B. dem JSM und damit BZL Mitglied Umarex, in direkter Konkurrenz. Ob der BZL mit dieser Stellungnahme weitere rechtliche Einschränkungen unterstützt, um damit seine eigenen Mitglieder zu fördern und die Konkurrenz zu schwächen, kann bisher nicht sicher beurteilt werden. 